# Garanti Koza Sofia Open 2017
Il Garanti Koza Sofia Open 2017 è stato un torneo di tennis giocato sul cemento indoor nella categoria ATP Tour 250 nell'ambito dell'ATP World Tour 2017. È stata la seconda edizione del Torneo di Sofia. Si è giocato all'Arena Armeec di Sofia, in Bulgaria, dal 5 al 12 febbraio 2017.

## Partecipanti

### Teste di serie
| Nazionalita | Giocatore             | Ranking* | Testa di serie |
| ----------- | --------------------- | -------- | -------------- |
| Austria     | Dominic Thiem         | 8        | 1              |
| Belgio      | David Goffin          | 11       | 2              |
| Bulgaria    | Grigor Dimitrov       | 13       | 3              |
| Spagna      | Roberto Bautista Agut | 16       | 4              |
| Lussemburgo | Gilles Müller         | 28       | 5              |
| Germania    | Philipp Kohlschreiber | 29       | 6              |
| Cipro       | Marcos Baghdatis      | 34       | 7              |
| Slovacchia  | Martin Kližan         | 36       | 8              |
| Serbia      | Viktor Troicki        | 37       | 9              |

* Ranking al 30 gennaio 2017.

### Altri partecipanti
I seguenti giocatori hanno ricevuto una wild card per il tabellone principale:
- Cem İlkel
- Dimitar Kuzmanov
- Alexandar Lazarov

Il seguente giocatore è entrato in tabellone con il ranking protetto:
- Jerzy Janowicz

I seguenti giocatori sono entrati nel tabellone principale passando dalle qualificazioni:

- Mathias Bourgue
- Daniel Brands
- Maximilian Marterer
- Cedrik-Marcel Stebe

I seguenti giocatori sono entrati in tabellone come lucky loser:
- Tejmuraz Gabašvili
- Marko Tepavac

## Campioni

### Singolare
Grigor Dimitrov ha sconfitto in finale  David Goffin con il punteggio di 7–5, 6–4.
- È il sesto titolo in carriera per Dimitrov, secondo della stagione.

### Doppio
Viktor Troicki /  Nenad Zimonjić hanno sconfitto in finale  Michail Elgin /  Andrej Kuznecov con il punteggio di 6–4, 6–4.